# Mesosemia jucunda
Mesosemia jucunda is een vlindersoort uit de familie van de prachtvlinders (Riodinidae), onderfamilie Riodininae.
Mesosemia jucunda werd in 1923 beschreven door Stichel.